# كلوديوس دبليو. سيرز
كلوديوس دبليو. سيرز (بالإنجليزية: Claudius W. Sears)‏ هو ضابط أمريكي، ولد في 8 نوفمبر 1817 في بيرو في الولايات المتحدة، وتوفي في 15 فبراير 1891 في أكسفورد في الولايات المتحدة.